# Supergirl (4.ª temporada)
A quarta temporada da série de televisão estadunidense Supergirl, que é baseada na personagem da DC Comics Supergirl / Kara Zor-El, estreou na The CW em 14 de outubro de 2018. A temporada segue Kara, uma repórter e alienígena superpoderosa que luta contra aqueles que ameaçar a Terra, e as consequências de seu uso de misticismo e viagens no tempo. É ambientado no Universo Arrow, compartilhando continuidade com as outras séries de televisão do Universo Arrow. A temporada é produzida pela Berlanti Productions, Warner Bros. Television e DC Entertainment, com Robert Rovner e Jessica Queller atuando como showrunners.
A temporada foi encomendada em abril de 2018. A produção começou naquele julho e terminou em abril de 2019. Melissa Benoist estrela como Kara, com os principais membros do elenco Mehcad Brooks, Chyler Leigh, David Harewood e Katie McGrath também retornando das temporadas anteriores, enquanto Jesse Rath foi promovido ao elenco principal de seu status recorrente na terceira temporada. Eles se juntaram aos novos membros do elenco Sam Witwer, Nicole Maines e April Parker Jones. A série foi renovada para uma quinta temporada em 31 de janeiro de 2019.

## Episódios
| N.º na série | N.º na temp. | Título | Dirigido por        | Escrito por                                                                                   | Exibição original       | Audiência (milhões) |
| --- | ------------ | --- | ------------------- | --------------------------------------------------------------------------------------------- | ----------------------- | ------------------- |
| 66 | 1            | "American Alien" "(A Alienígena Americana)" (BR)                                                                                           | Jesse Warn          | História por : Robert Rovner & Jessica Queller Roteiro por : Gabriel Llanas & Aadrita Mukerji | 14 de outubro de 2018   | 1.52                |
| Kara ficou ocupada em seus deveres heróicos trabalhando com a DOE, e como repórter na CatCo, provando que ela pode realizar múltiplas tarefas. Irmão e irmã Graves atacam um alienígena, Dr. Vose, e rouba um dispositivo EMP de seu laboratório. J'onn acredita que seja um crime de ódio, com o recente aumento do ódio anti-alienígena no país, embora Kara discorde. A dupla planeja atacar a cúpula da presidente Marsdin para marcar o aniversário de seu ato de anistia. Supergirl salva a presidente e captura Otis, mas Mercy escapa. Imagens da câmera do ataque acabam expondo a verdadeira identidade da presidente como uma alienígena. Enquanto isso, Alex e Brainy lutam para se comunicar no DOE. Os Graves estão trabalhando com um misterioso mascarado que diz que ele é um "agente da liberdade" enquanto apunhala Fiona Byrne, uma telepata alienígena que J'onn conheceu em um grupo de apoio para outros alienígenas. A duplicata de Kara é vista atravessando paredes em uma caverna subterrânea cercada por soldados kasnianos. |              | |                     |                                                                                               |                         |                     |
| 67 | 2            | "Fallout" "(Recaída)" (BR) | Harry Jierjian      | História por : Dana Horgan Roteiro por : Maria Maggenti & Daniel Beaty                        | 21 de outubro de 2018   | 1.34                |
| Na esteira da visita da presidente Marsdin como alien, uma onda de sentimento anti-alienígena se espalha por todo o país. Marsdin renuncia, deixando o vice-presidente Baker para substituí-la. Mercy hackeia indutores de imagem do L-Corps para desativá-los, em um esforço para forçar alienígenas pra fora do esconderijo. Quando Brainy é descoberto em uma [pizzaria], ele fica abalado pelo ódio que enfrenta. J'onn continua a investigar o desaparecimento de sua amiga e a trilha o leva ao agente da liberdade, que realiza uma manifestação anti-alienígena. Na L-Corp, Mercy e Lena lutam, cada uma usando um pedaço de braço do exoesqueleto de Lex. Mercy é capturada por Supergirl e levada para o DOE com Otis. Nia, que se revela transgênero, convence James a escrever um editorial contra o ódio anti-alienígena. Mercy e Otis convencem um agente, Jensen, a libertá-los. Usando o dispositivo de dispersão de chumbo de Lena, os três enviam Kryptonita para a atmosfera, que atinge Supergirl no meio do voo, fazendo-a desmaiar e cair no chão. |              | |                     |                                                                                               |                         |                     |
| 68 | 3            | "Man of Steel" "(Homem de Aço)" (BR) | Jesse Warn          | Rob Wright & Derek Simon                                                                      | 28 de outubro de 2018   | 1.28                |
| J'onn pega Kara antes que ela caia no chão; ele a leva para a DOE e a criptonita na atmosfera continua a enfraquecê-la. Em um esforço para mantê-la segura enquanto uma cura é encontrada, Lena veste Kara em um protótipo de armadura que ajudará a filtrar a criptonita de seu sistema. Em uma série de flashbacks, Ben Lockwood, um professor universitário, e sua família sofrem uma série de tragédias pessoais que envolvem alienígenas e o levam ao caminho de Mercy Graves, que lhe oferece uma parceria e a Armadura de liberdade. De volta ao presente, Ben impede que Mercy e Otis matem Jensen, chantageando o jovem agente para levá-los para o quartel general do DOE. |              | |                     |                                                                                               |                         |                     |
| 69 | 4            | "Ahimsa" "(Ahimsa)" (BR) | Armen V. Kevorkian  | História por : Eric Carrasco Roteiro por : Katie Rose Rogers & Jess Kardos                    | 4 de novembro de 2018   | 1.23                |
| Com o ar ainda saturado de criptonita, Kara não tem permissão para deixar a DOE e lutar já que isso pode danificar o traje e matá-la. Lena e Brainy planejam um método para filtrar a criptonita da atmosfera. Outro agente do DOE se torna desonesto e captura dois alienígenas. Mercy o mata depois que ele traz os alienígenas para ela. J'onn encontra [Manchester Black], o noivo de Fiona. Ben hipnotiza os alienígenas, usando os poderes telecinéticos de Fiona, para cometer o caos, para justificar a morte de alienígenas. Enquanto atacam uma feira, Supergirl luta até que seu traje seja danificado. J'onn e Manchester entram na luta e encontram Fiona, forçando Jensen a desativar o dispositivo alienígena, quebrando a hipnose dos alienígenas. Mercy e Otis encurralam Alex e Supergirl, onde Otis ameaça expor Supergirl ao ar cheio de criptonita. Um dos alienígenas mata Mercy e Otis quando o ar é completamente limpo de criptonita. J'onn só é capaz de aliviar a dor de Fiona antes que ela morra. Mais tarde, Ben transfere um parasita para Jensen e Manchester compra armas letais. O Presidente Baker atribui a Coronel Lauren Haley o cargo de oficial de Alex no DOE |              | |                     |                                                                                               |                         |                     |
| 70 | 5            | "Parasite Lost" "(Parasita Perdido)" (BR)                                                                                                  | David McWhirter     | Maria Maggenti & Aadrita Mukerji                                                              | 11 de novembro de 2018  | 1.16                |
| O parasita permite que Jensen absorva os poderes de um alienígena através do toque, enquanto também os mata. Jensen usa seus poderes em público e enfraquece Supergirl o suficiente para escapar. Kara e Nia entrevistam um alienígena curandeiro, Amadei, para combater a retórica anti-alienígena. Amadei é então atacado e deixado para morrer sem seu amuleto de cura. J'onn e Kara descobrem que o amuleto foi roubado para os Filhos da Liberdade, para impedir que os novos poderes de Jensen o matem. A Coronel Haley obtém urânio para usar contra Jensen e o DOE configura uma cúpula de contenção para limitar o raio da explosão. James e Lena se encontram com Ben Lockwood em uma cúpula da mídia, onde James afirma que o Guardião não representa os sentimentos anti-alienígenas de Ben. Alex convence Jensen a remover o amuleto de Amadei, levando-o a ficar com morte cerebral. James acredita que, se ele entende o movimento anti-alienígena, ele pode fazer com que essas pessoas escutem, então ele entra em contato com Ben. |              | |                     |                                                                                               |                         |                     |
| 71 | 6            | "Call to Action" "(Apelo à Ação)" (BR) | Antonio Negret      | Gabriel Llanas & Daniel Beaty                                                                 | 18 de novembro de 2018  | 1.13                |
| Cidadãos mascarados que se chamam Filhos da Liberdade patrulham as ruas, atacando alienígenas inocentes. Supergirl e Manchester intervêm e os afugentam. Os manifestos anti-alienígenas intitulados "O Último Vislumbre do Crepúsculo" chovem sobre eles. Manchester tem um membro do grupo , Petrocelli, mantido em cativeiro para torturá-lo por informações. Haley repreende Supergirl por intervir no ataque e se recusa a usar os recursos do DOE para investigar o manifesto. Lena e Eve estão frustradas por seus testes experimentais com a rocha de Harun-El não terem sido bem sucedidos. Kara substitui James em um programa de televisão, onde ela acaba debatendo Ben Lockwood, que recebe o melhor dela. James conhece Tom, um membro dos Filhos da Liberdade, e eles patrulham bairros com um cachorro que pode detectar alienígenas se escondendo. Em seguida, o grupo começa a juntar as pistas: o cão alienígena permitiu que os Filhos da Liberdade identificassem casas alienígenas, e as lentes especiais que Manchester descobriu na máscara de Petrocelli permitirão que os Filhos vejam as marcas de infravermelho. Na CatCo, a narcolepsia de Nia alarma Kara e James. Brainy remove as marcas de infravermelho e derrota um grupo de Filhos e Kara salva uma família alienígena de crianças. |              | |                     |                                                                                               |                         |                     |
| 72 | 7            | "Rather the Fallen Angel" "(Ao Invés do Anjo Caído)" (BR)                                                                                  | Chad Lowe           | Dana Horgan & Katie Rose Rogers                                                               | 25 de novembro de 2018  | 1.15                |
| Supergirl é atraída por Manchester para Shelley Island, um centro de imigração estrangeiro e local de monumento onde seus poderes são umedecidos, onde os Filhos da Liberdade a detêm e a trancam dentro do monumento e a colocam para detonar. É revelado que Manchester fez um acordo com os Filhos para conhecer o Agente da Liberdade, mas o que ele conhece não é Ben. James investiga a área, e é quase convencido a detonar o monumento, e os Filhos se recusam a dizer-lhe que Kara está dentro, mas Kara, cujos poderes são apenas parcialmente drenados, consegue atrair sua atenção com sua visão de calor. Manchester, percebendo que os Filhos estavam jogando com ele, destrói os amortecedores de energia, permitindo que ela escape e Manchester e James lutem contra os Filhos. Enquanto isso, Lena prossegue com seus experimentos para melhorar os humanos em um esforço para "nivelar o campo de jogo" entre a humanidade e super-seres. Ela assume um voluntário que se identifica como Adam; ele perdeu seu irmão durante uma operação de transplante de rim e permaneceu angustiado e lamentando sua perda. Logo depois que Lena compartilha seu próprio pesar motivacional - a perda de sua mãe quando ela tinha 4 anos, o que a levou a ser adotada pela família Luthor - Adam logo morre durante o teste, depois de ambos os laços. James, sem saber das experiências, vai fazer as pazes com Lena. Kara, Alex e Brainy são visitados por J'onn, que está chateado por não conseguir impedir Manchester de matar pessoas.                                                                                 |              | |                     |                                                                                               |                         |                     |
| 73 | 8            | "Bunker Hill" "(Bunker Hill)" (BR) | Kevin Smith         | Rob Wright & Eric Carrasco                                                                    | 2 de dezembro de 2018   | 1.26                |
| Nia acorda de repente de um sonho envolvendo o Agente da Liberdade. Kara e J'onn olham pelo apartamento de Manchester. Kara e Brainy ajudam Nia com seus sonhos que levam à antiga Fabrica Lockwood, onde enfrentam Ben, que foi confrontado por Manchester Black, que ameaçou matar sua esposa. Kara impede Manchester Black de matar a esposa de Ben e manda Ben e Manchester para a prisão, onde o último é visitado por J'onn. Mais tarde, o Presidente Baker exige que Supergirl revele sua identidade secreta para o mundo. Ela se recusa, então Baker a demite do DOE. |              | |                     |                                                                                               |                         |                     |
| 74 | 9            | "Elseworlds, Part 3" "(Outros Mundos, Parte 3)" (BR)                                                                                       | Jesse Warn          | História por : Marc Guggenheim Roteiro por : Derek Simon & Robert Rovner                      | 11 de dezembro de 2018  | 2.17                |
| Barry Allen e Oliver Queen acordam como criminosos procurados por John Deegan como um Super-homem de uniforme preto enquanto Kara está presa nos Laboratórios STAR, com uma Alex reescrita a vigiando. Depois de escapar por pouco de Deegan, Barry e Oliver localizam Cisco Ramon, que trabalha como chefe da máfia com James como um capanga, e resgata Superman da Terra-38. Supergirl convence Alex a libertá-la, e junto com Barry recupera o Livro do Destino. Superman usa o livro para retornar Barry e Oliver às suas formas originais, mas Deegan o rouba de volta. Barry e Kara viajam em direções opostas para retardar a rotação da Terra, a fim de impedir Deegan, apesar de Clark dizer que vai matá-los. Com a ajuda de Lois, Brainy e J'onn, Superman e Oliver derrotam com sucesso Deegan e restauram a Terra-1 ao normal. Na Terra-38, Clark revela que Lois está grávida, e eles vão se mudar para a cidade de Argo por um tempo, deixando a Terra nas mãos de Kara. Clark propõe casamento a Lois e ela aceita. Na Terra-1, Oliver recebe um telefonema de Batwoman, revelando que Deegan está em Arkham e aparentemente fez amizade com o Psico-Pirata. Este episódio conclui um crossover que se inicia no episódio 9 da 5ª temporada de The Flash, e continua no episódio 9 da 7ª temporada de Arrow. |              | |                     |                                                                                               |                         |                     |
| 75 | 10           | "Suspicious Minds" "(Mentes Desconfiadas)" (BR)                                                                                            | Rachel Talalay      | Maria Maggenti & Gabriel Llanas                                                               | 20 de janeiro de 2019   | 1.04                |
| Kara tenta continuar a trabalhar com o DOE, catalogando uma cena de crime, mas a coronel Haley a dispensa desde que Supergirl se recusou a revelar sua identidade. Alex reúne os agentes que conhecem a identidade de Supergirl e eles concordam em resistir aos interrogatórios de Haley. Kara, Alex e J'onn investigam o ataque e descobrem por um agente que os atacantes eram uma espécie chamada Morai, um trio de alienígenas com a habilidade de se tornar invisível, mas Kara pode vê-los ligeiramente, o que ela descreve como um "brilho". Um Morai se mata para evitar voltar a Haley, que os treinou para serem armas usando táticas de intimidação. Mais dois Morai se infiltram no DOE, Brainy marca-os com uma arma de paintball para que os agentes possam vê-los. Haley reativa o uso de armamento letal, matando um dos Morai. O outro acaba atacando Alex e Haley até serem salvos por Supergirl. No entanto, até então, Haley descobriu que Supergirl é Kara, e tenta chantageá-la de volta para o DEO antes de Alex a incapacitar. Kara e Alex pedem a J'onn para apagar a mente de Haley da identidade de Supergirl, mas Haley continua determinada a descobrir isso, indo tão longe a ponto de trazer uma criatura alienígena em busca da verdade para descobrir o segredo. Brainy revela que ele pode usar a tecnologia para que ele possa ignorar a criatura da verdade, mas para manter a identidade de Kara segura, Alex tem que limpar a memória de todos da identidade da Supergirl, incluindo a dela.                                                                                                 |              | |                     |                                                                                               |                         |                     |
| 76 | 11           | "Blood Memory" "(Memória Familiar)" (BR)                                                                                                   | Shannon Kohli       | Jessica Queller & Dana Horgan                                                                 | 27 de janeiro de 2019   | 1.34                |
| Enquanto treina, a cópia da Supergirl recebe uma hemorragia nasal e entra em coma. Os russos tentam traze-la de volta, mas quando fazem isso em potência máxima, ela envia um raio roxo ao redor do globo que faz com que algumas drogas comecem a brilhar e a ficarem roxas. Se alguém toma as drogas roxas, elas se transformam em um monstro do tipo Hulk que as deixa loucas. Isso chama a atenção do DOE. O grupo continua suas vidas, mas Kara sente uma ligeira desconexão com Alex devido a ela não mais lembrar que Kara é Supergirl. Alex tenta resolver as coisas, mas parece sentir que parte de sua memória está faltando, pedindo a J'onn para dar uma olhada. J'onn e Brainy concordam em tentar colocar um placebo na mente de Alex para cobrir a verdade sobre Supergirl. Enquanto isso, Kara conforta Nia quando ela tem uma crise de confiança sobre sua família quando descobre que desenvolveu os poderes de Sonhadora que ocorrem em sua família para uma fêmea em cada geração, como Nia não os queria. A irmã de Nia renuncia a ela quando descobre que Nia tem os poderes, já que ela esperava pegá-los, devido a Nia ser transgênero. Kara revela sua identidade a Nia para tranquilizá-la de que ela entende e que Nia não está sozinha. Nia fala com sua mãe sobre suas habilidades, e sua mãe a conforta, antes de morrer de uma picada de aranha. Alex acaba enfrentando Supergirl e parece hostil com ela, ainda não tendo memória da verdadeira identidade dela. |              | |                     |                                                                                               |                         |                     |
| 77 | 12           | "Menagerie" "(Menagerie)" (BR) | Stefan Pleszczynski | História por : Robert Rovner Roteiro por : Daniel Beaty & Greg Baldwin                        | 17 de fevereiro de 2019 | 1.15                |
| Depois que um meteoro cai, Pamela Ferrer, uma ladra, e seu namorado são pegos em um acidente de carro. Um parasita simbiótico e parecido com uma cobra conhecido como Zoológica habita o corpo de Pamela. Enquanto isso, Brainy pede a Nia para treinar com ele, mas recusa-se, pois ela ainda está de luto por sua mãe, embora ela decida convidar Brainy para uma festa no Dia dos Namorados. Alex decide dar conselhos para Brainy. Ben Lockwood convence seu filho a liderar os Filhos da Liberdade. Depois, o DOE rastreia Pamela que ataca a festa do Dia dos Namorados. Após um confronto com Kara, Nia e os Filhos da Liberdade, o parasita é (aparentemente) morto. Pamela é presa e colocada na prisão, onde recebe uma mensagem de Manchester Black. O Presidente Baker percebe que crimes são considerados apenas ataques terroristas se forem contra humanos, não estrangeiros, forçando-o a libertar Ben da prisão. É revelado que o simbionte ainda está vivo. |              | |                     |                                                                                               |                         |                     |
| 78 | 13           | "What's So Funny About Truth, Justice, and the American Way?" "(O Que é Tão Engraçado na Verdade, na Justiça, e no Jeito Americano?)" (BR) | Alexis Ostrander    | Eric Carrasco & Aadrita Mukerji                                                               | 3 de março de 2019      | 1.14                |
| Manchester sai da prisão com Hat e Zoológica, que juntos formam "A Elite", junto com um Morai. Hat é revelado como sendo um alienígena cujo chapéu Bowler possui propriedades da quinta dimensão. Enquanto isso, Brainy treina Nia na Fortaleza da Solidão. Supergirl confronta o Presidente Baker para convencê-lo a impedir o lançamento de um satélite carregando um missil que destruiria qualquer nave alienígena que chegasse à Terra, mas ele se recusa. Mais tarde, Supergirl, Nia, Brainy, Alex e J'onn param A Elite, enquanto Supergirl descobre que o satélite foi reprogramado para destruir a Casa Branca. Ela redireciona o satélite para que ele atire em um corpo de água e, em seguida, o destroi. No entanto, Manchester consegue fugir com o anel da Legião que ele roubou de Brainy durante o confronto. Ben recebe uma oferta para ser Diretor de Assuntos Alienigenas pelo Presidente. Ao mesmo tempo, Alex começa a desconfiar de Baker depois que Haley confirma que o presidente agiu contra o protocolo; para este fim, ela oferece a Lena tudo o que ela precisa para sua pesquisa. |              | |                     |                                                                                               |                         |                     |
| 79 | 14           | "Stand and Deliver" "(Levante-se e Entregue)" (BR)                                                                                         | Andi Armaganian     | Rob Wright & Jess Kardos                                                                      | 10 de março de 2019     | 1.05                |
| Ben inicia uma revolução contra alienígenas que recebe a atenção da Elite e eles decidem ajudar os alienígenas a resistirem contra os humanos. No entanto, a revolução eventualmente falha quando alienígenas e humanos começam a se unir. Supergirl, Nia e J'onn derrotam o Morai, o Hat e Zoológica. J'onn não consegue parar Manchester, então ele decide começar uma caçada. Na CatCo, James é baleado por uma figura desconhecida. |              | |                     |                                                                                               |                         |                     |
| 80 | 15           | "O Brother, Where Art Thou?" "(Irmão, Onde Estás?)" (BR)                                                                                   | Tawnia McKiernan    | Derek Simon & Nicki Holcomb                                                                   | 17 de março de 2019     | 1.07                |
| Há quatro anos, o irmão de Lena, Lex, criou um céu vermelho sobre Metropolis para derrubar o Super-Homem, mas foi descoberto e enviado para a prisão. No presente, Lex é libertado da prisão devido a uma doença e Lena decide ajudar Lex trabalhando em uma cura. Enquanto isso, J'onn e Kara continuam investigando Manchester, que confronta os dois usando o Cajado Marciano de Kolar, o que faz com que as memórias traumáticas de J'onn voltem. Mais tarde, Lena decide usar a cura em James e sua irmã Kelly tenta pará-la, mas Alex convence Kelly a deixar Lena usar a cura para salvar James. No entanto, pouco antes de usar a cura, Manchester causa uma queda de energia em toda a cidade, então Kara e J'onn enfrentam Manchester novamente. J'onn mata Manchester enquanto Kara impede a cidade de ser inundada. No dia seguinte, Lena expõe que Lex cortou o poder de backup e ele também admite que Otis atirou em James sob ordens de Lex tudo para que Lena não tivesse escolha a não ser testar a cura nele. Também é revelado que Eve estava trabalhando com Lex e Otis o tempo todo. Otis desmaia Lena deixando Eve para cuidar dela. Lex escapa com Otis, mas é encurralado por Supergirl. |              | |                     |                                                                                               |                         |                     |
| 81 | 16           | "The House of L" "(A Casa de L)" (BR) | Carl Seaton         | Dana Horgan & Eric Carrasco                                                                   | 24 de março de 2019     | 1.12                |
| Três anos antes, Lex foi levado a julgamento por assassinato em massa, mas antes de ir para a prisão, ele é visitado por Eve (revelado ser uma fã de Lex), que é contratada por Lex para se disfarçar para espionar James. Há nove meses, os Kasnianos encontraram uma cópia amnésica e perdida de Supergirl, criada a partir da Criptonita Negra, e informaram Lex sobre isso quatro meses depois. Desde então, os Kasnianos têm treinado a cópia da Supergirl enquanto Lex a criou e manipulou para seus próprios usos, ensinando-lhe uma história tendenciosa sobre sua rival, a Supergirl original. Também é revelado que Lex planejou para Lena testar a cura a fim de salvar a cópia da Supergirl de uma doença súbita que a deixou em coma por ter sido criada a partir de Harun-El. Lex dá a cura para a cópia da Supergirl que ele chama de Filha Vermelha. No presente, Lex é revelado possuir superpoderes, que ele usa para escapar de Supergirl. |              | |                     |                                                                                               |                         |                     |
| 82 | 17           | "All About Eve" "(Tudo Sobre Eve)" (BR) | Ben Bray            | História por : Gabriel Llanas Roteiro por : Katie Rose Rogers & Brooke Pohl                   | 31 de março de 2019     | 1.06                |
| Supergirl se junta a Alex e Lena para rastrear Eve, que é o único elo fraco de Lex que eles podem explorar. Eles rastreiam sua prima Bitsie, a quem elas descobrem que recebeu a cura para erradicar seu câncer; persuadido a ajudar, Bitsie revela a localização do antigo laboratório de Eve. É revelado que Eve atirou em James e usou o coração de kryptonita usado para Metallo ressuscitar Otis. Supergirl encontra Criptonita Negra no cofre, com Lena explicando que ela criou e tem sido a base de sua pesquisa médica; Supergirl revela que ela "ver vermelho" sobre essas coisas é porque ela está constantemente preocupada com pessoas como Lex ganhando poderes e ela não sendo capaz de detê-los. J'onn também deixa o planeta depois de ver uma visão de seu pai. Durante uma conferência de imprensa na Casa Branca, na qual a Lei de Anistia Alienígena é oficialmente revogada, os ataques da Filha Vermelha disfarçada de Supergirl transforma a opinião pública contra ela. Presidente Baker declara lei marcial contra Supergirl, que agora é o inimigo público número um, embora Alex, Lena e Haley acreditem que ela é inocente. Tendo participado, James é deixado incapaz de sair do medo, então ele se volta para sua irmã em busca de terapia. |              | |                     |                                                                                               |                         |                     |
| 83 | 18           | "Crime and Punishment" "(Crime e Punição)" (BR)                                                                                            | Antonio Negret      | História por : Rob Wright Roteiro por : Lindsay Sturman & Aadrita Mukerji                     | 21 de abril de 2019     | 0.99                |
| Depois que a Filha Vermelha disfarçada de Supergirl atacou a Casa Branca, apenas James, Alex, Lena, Brainy e Haley sabem que ela é inocente. Ben exige o uso de armas alienígenas do DOE para prendê-la. Brainy percebe que Ben virá para o registro de alienígenas em seguida, mas tem o dilema de se a exclusão dos registros trará o resultado desejado; Ele faz isso depois de baixar uma cópia dentro dele. Haley, relutante em desobedecer, concorda com o pedido de Ben de convocar Supergirl. Alex dá a Haley a vigia do sinal, mentindo que duas prensas a chamarão. Sabiamente, Haley pressiona duas vezes e informa Alex, ela não gosta de sua filha como uma alavanca, mas teme que o caminho de obedecer ordens deixará o país, que ela serve, com pouco valor. Com o não aparecimento de Supergirl, Ben sai com as armas. Baker concede o pedido anterior de Ben para convocar os Filhos da Liberdade. James tem outro episódio de TEPT, mas o conselho da psiquiatra contra o TEPT tem poucos efeitos, devido ao poder emergir. Supergirl e Lena visitam a ilha de Stryker em busca de informações e Lena descobre o quarto escondido de Lex. Otis, um avançado Metallo, ataca Supergirl e começa um motim na prisão. Otis é usado por Lex para se autodestruir na sala e depois é ressuscitado novamente por Eve. Kara conhece Steve Lomeli, o prisioneiro vizinho de Lex, que lhe dá um pen drive no quarto escondido de Lex. Supergirl é enquadrada pelo tumulto, então Kara decide parar de ser Supergirl por um tempo.                                                                                          |              | |                     |                                                                                               |                         |                     |
| 84 | 19           | "American Dreamer" "(Sonhadora Americana)" (BR)                                                                                            | David Harewood      | História por : Dana Horgan Roteiro por : Daniel Beaty & Jess Kardos                           | 28 de abril de 2019     | 1.14                |
| Com Kara parando seus deveres como Supergirl, Sonhadora toma seu lugar como super-herói de National City. Ben retorna aos seus deveres como Agente da Liberdade. Agora em serviço, ele e os Filhos da Liberdade começam a prender estrangeiros inocentes. Seu filho percebe que seu melhor amigo é um alienígena, tendo mantido isso em segredo por causa das políticas de Ben, o que o faz reconsiderar a propaganda anti-alienígena de seus pais. Brainy e Kelly tentam descobrir a origem do TEPT de James, descobrindo que os ataques de pânico fazem com que seus poderes se desenvolvam mais rapidamente; Seus poderes são revelados como idênticos aos Kryptonianos. Kara trabalha para limpar o nome de Supergirl, enquanto ela e Lena descobrem uma ligação de Lex com Kaznia. Uma estrangeira cujo marido foi preso pelos Filhos da Liberdade mata a esposa de Ben. J'onn conclui sua missão em Marte. |              | |                     |                                                                                               |                         |                     |
| 85 | 20           | "Will the Real Miss Tessmarcher Please Stand Up?" "(Senhorita Tessmarcher, Pode Se Levantar?)" (BR)                                        | Shannon Kohli       | História por : Derek Simon Roteiro por : Katie Rose Rogers & Natalie Abrams                   | 5 de maio de 2019       | 1.05                |
| James testa seus poderes na Fortaleza da Solidão. Alex recebe um telefonema para informá-la de que um bebê está prestes a estar disponível para ela adotar. Ben sai do funeral de sua esposa para caçar Sonhadora e James. Enquanto isso, Lena e Kara vão até Kaznia em busca de informações sobre Lex e descobrem a existência da Filha Vermelha e seu papel na conspiração de Lex para invadir a América. Eve cria clones de si mesma para jogar com a dupla e desencadeia a autodestruição da instalação. Kara quase acaba revelando sua identidade, acidentalmente e de propósito, para Lena em várias ocasiões, mas não o faz. Kara descobre e queima o quarto da Filha Vermelha e percebe que Lex sabe que ela é a Supergirl. Ela e Lena derrotam os clones de Eve e escapam com evidências da invasão iminente. O DOE rastreia a localização da estrangeira que assassinou a esposa de Ben. Ben ordena que todos os alienígenas daquele local sejam presos, assim como James e Sonhadora, que aparecem para detê-lo. Seus soldados são convencidos a desobedecer ordens graças a Brainy, então Ben pega o super-soro para prendê-los. No entanto, ele é subjugado por J'onn, que está de volta de Marte e os alienígenas são libertados. Alex voa para Portsmouth para adotar o bebê, mas a mãe muda de ideia no último minuto, o que a perturba profundamente. Ben é jogado contra a parede por seu filho por sua retórica anti-alienígena que rasga amigos e familiares. Kara encontra Baker em seu escritório (onde há kryptonita) para avisá-lo sobre o plano de Lex, mas ele a sequestra, revelando o seu envolvimento. |              | |                     |                                                                                               |                         |                     |
| 86 | 21           | "Red Dawn" "(O Alvorecer Vermelho)" (BR)                                                                                                   | Alexis Ostrander    | História por : Lindsay Sturman Roteiro por : Gabriel Llanas & Eric Carrasco                   | 12 de maio de 2019      | 1.11                |
| Kara é levada para uma sala onde uma Filha Vermelha disfarçada tenta matá-la, mas ela escapa. Lena vai interrogar Ben sobre o plano de Lex, mas ele não tem consciência disso. No entanto, seu cabelo começa a cair já que ele tinha se injetado um não testado Harun-El. Quando J'onn, Brainy e Nia tentam se infiltrar em uma base do governo para salvar os alienígenas lá, os dois últimos são capturados, e os agentes eletrocutam Brainy, inadvertidamente, o reiniciando e fazendo com que ele seja exatamente como seus ancestrais. Ele escapa e trai J'onn e Nia, sendo deportados com todos os outros aliens. Ben encontra Otis, que sem saber revela a James e Lena que Lex planeja trair Kaznia para fazer todos pensarem que ele é um herói. Ben mata Otis. Lena coloca uma criatura da verdade bebê em volta do braço de Lillian e é convencida por ela a acrescentar mais Harun-El a James depois que ele se adquire poderes. A Filha Vermelha aparece na casa de Eliza, disfarçada de Kara, antes de Kara chegar como Supergirl e lutar com ela. Durante a luta, Alex lembra novamente que Kara é Supergirl e a Filha Vermalha revela que ela tem poderes de raios roxos. Ela quase mata Kara, que infiltra a radiação solar amarela da grama ao seu redor para se restaurar. Lex veste um Lexotraje e mata Filha Vermelha na televisão. Baker mente dizendo que Lex matou Supergirl, enquadrando-a como a mente por trás da invasão de Kaznia. Haley liga para Alex para informá-la sobre o verdadeiro propósito do satélite Claymore: na verdade, é outra forma de um Lexotraje.                                  |              | |                     |                                                                                               |                         |                     |
| 87 | 22           | "The Quest for Peace" "(A Busca pela Paz)" (BR)                                                                                            | Jesse Warn          | História por : Robert Rovner & Jessica Quelle Roteiro por : Rob Wright & Derek Simon          | 19 de maio de 2019      | 1.07                |
| Lex se enquadrou como um herói para impedir a invasão kasniana que ele mesmo iniciou. J'onn e Nia são enviados para a Ilha Shelley, onde alienígenas escravizados estão montando um satélite Claymore sob as ordens de Lex para destruir Argo, onde o Superman está. A Filha Vermelha está viva, mantida em cativeiro na ilha. Kara recupera sua evidência contra Lex de Brainy e o expõe publicamente. J'onn e Nia escapam e sobrecarregam o satélite, enquanto Brainy retorna ao seu estado normal. Kara, Alex e James chegam à Ilha Shelley, e Ben e James removem o Harun-El, custando um olho a James. Kara luta contra Lex em seus respectivos ternos. Filha Vermelha se sacrifica para salvar Kara e se funde com ela. Usando seus novos poderes, Kara destrói o Lexotraje e Lex escapa se teleportando para longe. Lena embosca Lex e remove o Harun-El dele, e depois atira em seu irmão. Lex revela que Kara é Supergirl antes de morrer, amargando Lena. Ben e Baker são presos e o novo presidente reinicia a Lei de Anistia Alienígena. Eve tenta escapar, mas é interceptada por uma representante de Leviathan, que se recusa a deixá-la ir apesar do fracasso de Lex. O Monitor lança o irmão de J'onn na Terra e depois encontra o cadáver de Lex. |              | |                     |                                                                                               |                         |                     |

## Elenco e personagens
| - Melissa Benoist como Kara Zor-El / Kara Danvers / Supergirl e Filha Vermelha - Mehcad Brooks como James Olsen / Guardião - Chyler Leigh como Alex Danvers - Katie McGrath como Lena Luthor - Jesse Rath como Querl "Brainy" Dox / Brainiac 5 - Sam Witwer como Ben Lockwood / Agente da Liberdade - Nicole Maines como Nia Nal / Sonhadora - April Parker Jones como Lauren Haley - David Harewood como J'onn J'onzz / Caçador de Marte | - Rhona Mitra como Mercy Graves - Robert Baker como Otis Graves - Anthony Konechny como Raymond Jensen / Parasita - Bruce Boxleitner como Phillip Baker - Andrea Brooks como Eve Teschmacher - Sarah Smyth com Lydia Lockwood - Graham Verchere como George Lockwood - David Ajala como Manchester Black - Donna Benedicto como agente da DEO - Jessica Meraz como Pamela Ferrer / Menagerie - Azie Tesfai como Kelly Olsen - Jon Cryer como Lex Luthor |

### Convidados
- Lynda Carter como Olivia Marsdin[34]
- Brenda Strong como Lillian Luthor[35]
- Tiya Sircar como Fiona Byrne[36]
- Vincent Gale como Dr. Rohan Vose[37]
- Cardi Wong como Kesse Kay[38]
- Fulvio Cecere com Massimo[39]
- Xander Berkeley como Peter Lockwood[40]
- Abby Ross como Alien student[28]
- Justice Leak como Hellgrammite[41][42]
- Adam Levy como Amadei Derros[43]
- Michelle Krusiec como Natalie Hawkings[44]
- Shannon Chan-Kent como Elizabeth Hawkings[44]
- Kwesi Ameyaw como Cassian[44]
- Helen Slater como Eliza Danvers[45]
- Steve Byers como Tom[46]
- Michael Johnston como Adam[47]
- Roxy Wood como Yvette[48]
- John Wesley Shipp como Barry Allen / Flash da Terra-90[49]
- LaMonica Garrett como Mar Novu / O Monitor[49]
- Stephen Amell como Oliver Queen / Arqueiro Verde[50]
- David Ramsey como John Diggle[50]
- Carlos Valdes como Cisco Ramon / Vibro[51]
- Danielle Panabaker como Caitlin Snow / Nevasca[50]
- Tyler Hoechlin como Kal-El / Clark Kent / Superman e John Deegan / Superman[52]
- Grant Gustin como Barry Allen / Flash[50]
- Jeremy Davies como John Deegan[50]
- Ruby Rose como Kate Kane / Batwoman[50]
- Cassandra Jean Amell como Nora Fries[53]
- Adam Tsekhman como Gary Green[50]
- Bob Frazer como Roger Hayden / Pirata Psíquico]][54]
- Elizabeth Tulloch como Lois Lane[55]
- Russell Wong as General Alfonso Tan[30]
- Hannah James como Maeve Nal[56]
- Kate Burton como Isabel Nal[56]
- Brennan Mejia como Jerry[57]
- Lukas Gage como Kevin Huggins[57]
- Garwin Sanford como Paul Nal[58]
- Brian Cyburt[a] como Spencer[57]
- Françoise Robertson como Sarah Walker[59]
- Louis Ozawa Changchien como Hat[60]
- Michael Adamthwaite como Cooper[61]
- Jonathan Bennett como Quentin[62]
- William MacDonald como Dr. Kaplan[63]
- Gabriel Gurevich as Mikhail[64]
- Carl Lumbly como M'yrnn J'onzz[65]
- Jill Morrison como Bitsie Teschmacher[66]
- Karin Konoval como Senador Granberry[67]
- Parveen Dosanjh como Dr. Park
- Willie Garson como Steve Lomeli
- Emily Tennant como Edna
- Patti Allan como Margot Morrison
- Phil LaMarr como a voz de Malefic J'onzz[68]

## Produção

### Desenvolvimento
Na turnê de imprensa da Television Critics Association em janeiro de 2018, o presidente da The CW, Mark Pedowitz, disse que estava "otimista" e "confiante" sobre Supergirl e os outros programas do Universo Arrow que retornariam na próxima temporada, mas acrescentou que era muito cedo para anunciar qualquer coisa ainda. Em 2 de abril, a The CW renovou a série para sua quarta temporada. Robert Rovner e Jessica Queller retornaram para servir como showrunners da temporada sem seu ex-showrunner Andrew Kreisberg, que foi demitido durante a temporada anterior.

### Roteiro
Após a conclusão da terceira temporada, que se encerrou com uma segunda Kara Danvers nascida da aura que escapou durante a batalha final com Régia sendo encontrada por soldados russos na Sibéria, Robert Rovner e Jessica Queller confirmaram que a quarta temporada seria inspirada pela história Superman: Filho Vermelho. Queller descreveu a adaptação como "uma homenagem" à série, que retrata o que teria acontecido se Superman tivesse pousado na Rússia e se tornado um herói lá, em vez de na América. A história pretendia examinar o debate natureza versus criação e se desenvolveu como uma "queima lenta" ao longo da temporada.
Na San Diego Comic-Con 2018, Rovner e Queller afirmaram que a temporada teria como objetivo ser mais "fundamentada" do que as temporadas anteriores, a fim de abordar as questões atuais do mundo real. Eles confirmaram que a quarta temporada iria se concentrar na carreira profissional de Kara como repórter e vê-la agir como mentora do ex-protegido de Cat Grant, tanto na CatCo quanto como uma super-heroína, em paralelo com a jornada de Kara de se tornar sozinha. A dupla acrescentou que "Esta é a temporada em que Kara se torna uma heroína tanto quanto a Supergirl." Provocando a principal vilã da temporada, os produtores descreveram o Agente da Liberdade como o líder de "um grupo de ódio que apóia um ordem mundial humana" e sob o disfarce de um homem de família, provoca "sentimento anti-alienígena no país, ecoando a retórica odiosa que estamos vendo agora em certas políticas americanas."
Rovner e Queller também anunciaram que o tema da temporada seria "O que é mais forte: esperança ou medo?" Melissa Benoist comentou que, "Acho que sua premissa principal é que o próprio medo é um vilão e pode a esperança vencê-lo ? Supergirl significa esperança, então veremos." Queller concordou, acrescentando que a temporada investigaria," Como pode [Supergirl] ser um farol de esperança quando ela representa o que as pessoas têm medo? "

### Escolha do elenco
Os membros do elenco principal Melissa Benoist, Mehcad Brooks, Chyler Leigh, David Harewood e Katie McGrath retornam das temporadas anteriores como Kara Danvers / Kara Zor-El / Supergirl,  James Olsen, Alex Danvers, J'onn J'onzz / Caçador de Marte e Lena Luthor, respectivamente. Benoist também retrata Red Daughter, o clone de Kara. A quarta temporada é a primeira a não contar com o membro do elenco original Jeremy Jordan, que interpreta Winn Schott. Embora tenha sido inicialmente anunciado que ele mudaria para uma capacidade recorrente na quarta temporada, Rovner disse mais tarde que não iria aparecer até a quinta temporada. Chris Wood e Odette Annable, que se tornaram regulares na segunda e terceira temporadas, respectivamente, também não repetiram seus papéis como Mon-El e Samantha Arias / Régia, respectivamente, como regulares na quarta temporada. Em 15 de junho de 2018, foi anunciado que Jesse Rath foi promovido a regular da série após ter recorrido anteriormente na terceira temporada como Querl "Brainy" Dox / Brainiac 5. Em 17 de julho, foi relatado que Sam Witwer havia se juntado ao elenco principal como Ben Lockwood / Agente da Liberdade. Em 21 de julho na San Diego Comic-Con, foi anunciado que Nicole Maines e April Parker Jones haviam sido escalados como regulares na série e interpretariam Nia Nal / Sonhadora e a Coronel Lauren Haley, respectivamente, com o primeiro a se tornar o primeiro super-herói transgênero em televisão.
Brent Spiner foi originalmente escalado como vice-presidente Baker em agosto, mas o papel foi reformulado no final daquele mês com Bruce Boxleitner devido a Spiner ter "problemas familiares conflitantes com as datas de produção do programa." Em outubro, foi anunciado que o personagem Lex Luthor, meio-irmão de Lena e arquinêmese do primo de Kara, Superman, seria apresentado nesta temporada. No mês seguinte, Jon Cryer, que interpretou o sobrinho de Lex, Lenny Luthor no filme Superman IV - Em Busca da Paz, foi escalado para o papel.

### Filmagens
A produção da temporada começou em 11 de julho de 2018, em Vancouver, Columbia Britânica, e foi concluída em abril de 2019. Melissa Benoist juntou-se às filmagens após a conclusão de sua temporada na Broadway como a estrela de Beautiful: The Carole King Musical em 4 de agosto de 2018.

### Ligações com o Universo Arrow
Em maio de 2018, a estrela de Arrow, Stephen Amell, anunciou na CW upfronts que o próximo crossover do Universo Arrow apresentaria Batwoman e Gotham City. O crossover "Elseworlds" está programado para lançar uma série solo de 2019 para o personagem.

## Marketing
O elenco principal da temporada, bem como os produtores executivos Robert Rovner, Jessica Queller e Sarah Schechter compareceram à San Diego Comic-Con em 21 de julho de 2018 para promover a temporada.

## Lançamento

### Exibição
Em maio de 2018, foi anunciado que Supergirl, que foi ao ar às segundas-feiras desde sua estreia, se mudaria para os domingos em sua quarta temporada devido à data errada devido à expansão da programação para as noites de domingo. A temporada estreou na The CW nos Estados Unidos em 14 de outubro de 2018. O episódio crossover anual trocou de dia com The Flash na essa semana e irá ao ar na terça-feira, 11 de dezembro.

### Mídia doméstica
A temporada foi lançada em DVD e Blu-ray em 17 de setembro de 2019 com recursos especiais, incluindo o painel da Comic-Con de 2018, cenas deletadas e um gag reel. O lançamento do Blu-ray também incluiu todos os três episódios do quinto evento anual crossover do Universo Arrow intitulado "Elseworlds".

## Recepção

### Audiência
| №  | Título                                                        | Exibição original       | Rating/share (18–49) | Audiência (em milhões) | DVR (18–49) | Audiência em DVR (milhões) | Total (18–49) | Audiência total (em milhões) |
| -- | ------------------------------------------------------------- | ----------------------- | -------------------- | ---------------------- | ----------- | -------------------------- | ------------- | ---------------------------- |
| 1  | "American Alien"                                              | 14 de outubro de 2018   | 0.5/2                | 1.52                   | 0.4         | 1.14                       | 0.9           | 2.66                         |
| 2  | "Fallout"                                                     | 21 de outubro de 2018   | 0.4/2                | 1.34                   | 0.4         | 1.04                       | 0.8           | 2.38                         |
| 3  | "Man of Steel"                                                | 28 de outubro de 2018   | 0.4/2                | 1.28                   | 0.3         | 0.93                       | 0.7           | 2.21                         |
| 4  | "Ahimsa"                                                      | 4 de novembro de 2018   | 0.4/2                | 1.23                   | 0.3         | 0.97                       | 0.7           | 2.20                         |
| 5  | "Parasite Lost"                                               | 11 de novembro de 2018  | 0.3/1                | 1.16                   | 0.4         | 0.97                       | 0.7           | 2.13                         |
| 6  | "Call to Action"                                              | 18 de novembro de 2018  | 0.3/1                | 1.13                   | 0.4         | 0.99                       | 0.7           | 2.12                         |
| 7  | "Rather the Fallen Angel"                                     | 25 de novembro de 2018  | 0.3/1                | 1.15                   | 0.4         | 0.95                       | 0.7           | 2.10                         |
| 8  | "Bunker Hill"                                                 | 2 de dezembro de 2018   | 0.4/2                | 1.26                   | 0.3         | 1.00                       | 0.7           | 2.26                         |
| 9  | "Elseworlds, Part 3"                                          | 11 de dezembro de 2018  | 0.8/3                | 2.17                   | 0.5         | 1.36                       | 1.3           | 3.53                         |
| 10 | "Suspicious Minds"                                            | 20 de janeiro de 2019   | 0.3/1                | 1.04                   | 0.4         | 1.19                       | 0.7           | 2.23                         |
| 11 | "Blood Memory"                                                | 27 de janeiro de 2019   | 0.3/1                | 1.34                   | 0.4         | 1.02                       | 0.7           | 2.36                         |
| 12 | "Menagerie"                                                   | 17 de fevereiro de 2019 | 0.3/1                | 1.15                   | 0.4         | 1.05                       | 0.7           | 2.20                         |
| 13 | "What's So Funny About Truth, Justice, and the American Way?" | 3 de março de 2019      | 0.4/2                | 1.14                   | 0.3         | 0.94                       | 0.7           | 2.08                         |
| 14 | "Stand and Deliver"                                           | 10 de março de 2019     | 0.3/1                | 1.05                   | 0.3         | 0.78                       | 0.6           | 1.83                         |
| 15 | "O Brother, Where Art Thou?"                                  | 17 de março de 2019     | 0.3/2                | 1.07                   | 0.3         | 0.95                       | 0.6           | 2.02                         |
| 16 | "The House of L"                                              | 24 de março de 2019     | 0.3/1                | 1.12                   | 0.3         | 0.81                       | 0.6           | 1.93                         |
| 17 | "All About Eve"                                               | 31 de março de 2019     | 0.3/2                | 1.06                   | 0.3         | 0.81                       | 0.6           | 1.87                         |
| 18 | "Crime and Punishment"                                        | 21 de abril de 2019     | 0.3/1                | 0.99                   | 0.2         | 0.71                       | 0.5           | 1.70                         |
| 19 | "American Dreamer"                                            | 28 de abril de 2019     | 0.3/1                | 1.14                   | 0.2         | 0.73                       | 0.5           | 1.87                         |
| 20 | "Will the Real Miss Tessmacher Please Stand Up?"              | 5 de maio de 2019       | 0.3/1                | 1.05                   | 0.2         | 0.71                       | 0.5           | 1.76                         |
| 21 | "Red Dawn"                                                    | 12 de maio de 2019      | 0.3/1                | 1.11                   | 0.3         | 0.76                       | 0.6           | 1.87                         |
| 22 | "The Quest for Peace"                                         | 19 de maio de 2019      | 0.3/1                | 1.07                   | 0.3         | 0.80                       | 0.6           | 1.87                         |

### Resposta Crítica
A avaliação do site Rotten Tomatoes deu para a temporada um índice de 87% de aprovação dos críticos e com uma classificação média de 7,26/10 baseado em 7 comentários. O consenso do site disse: "Embora seja um pouco inconsistente em termos de tom, a quarta temporada de Supergirl ainda voa graças à escrita forte e relevante trazida à vida por seu elenco encantador."
Resenhando para Den of Geek, Delia Harrington deu à estreia uma classificação de 4/5, escrevendo: "A abertura da 4ª temporada da Supergirl semeia as sementes de uma temporada de conflitos ao mesmo tempo que é um grande episódio por si só." Jesse Schedeen da IGN disse sobre a estreia que, "Depois de um final decepcionante para uma geralmente desanimadora Temporada 3, é bom ver Supergirl se recuperando rapidamente esta semana. 'American Alien' prepara o palco para um conflito promissor que está por vir, apresentando novos vilões memoráveis e apoiar personagens e forçar Kara a confrontar as coisas que ela não pode controlar em sua cidade. Supergirl está pegando emprestadas várias páginas do manual dos X-Men, e isso não é uma coisa ruim. " Ele deu ao episódio uma classificação de 8,6 / 10, concluindo que, "a quarta temporada da Supergirl teve um início promissor graças a um episódio de estreia dramático e cheio de acontecimentos". No geral, ele deu 9/10 pontos para toda a temporada, afirmando que "a quarta temporada da Supergirl é sem dúvida a mais forte até agora, em grande parte graças ao esforço concentrado para compensar a falta de vilões atraentes e cheios de nuances no passado. O episódio final une todos esses fios de uma forma satisfatória, envolvendo a saga compartilhada da Filha Vermelha, Agente da Liberdade e Lex Luthor ao mesmo tempo em que faz Lena Luthor se tornar a maior e mais pessoal inimiga de Kara. " Caroline Siede do The A.V. Club concordou com a comparação de Schedeen com os X-Men, refletindo que ao longo das temporadas, "[Supergirl] tornou-se mais explícito e com mais nuances no tratamento de questões sociais e políticas." Siede deu à estreia uma nota "B+", explicando: "Estou moderando meu otimismo com um pouco de cautela. [...] Supergirl ainda tem muito espaço para crescer, mas é bom ver o show começar uma história central tão certo."

### Prêmios e indicações
| Ano  | Prêmio             | Categoria                                | Nomeado(s)                                                                                      | Resultado | Ref.    |
| ---- | ------------------ | ---------------------------------------- | ----------------------------------------------------------------------------------------------- | --------- | ------- |
| 2019 | Leo Awards         | Best Sound in a Dramatic Series          | Kyle Petty ("Man of Steel")                                                                     | Indicado  | [ 123 ] |
| 2019 | Leo Awards         | Best Visual Effects in a Dramatic Series | Gevork Babityan, Kris Cabrera, Armen V. Kevorkian, Mike Leeming, Brian Reiss ("Call to Action") | Indicado  | [ 123 ] |
| 2019 | Teen Choice Awards | Choice TV Show: Action                   | Supergirl                                                                                       | Indicado  | [ 124 ] |
| 2019 | Teen Choice Awards | Choice TV Actress: Action                | Melissa Benoist                                                                                 | Indicado  | [ 124 ] |
| 2019 | Teen Choice Awards | Choice TV Villain                        | Jon Cryer                                                                                       | Indicado  | [ 124 ] |